# Scopula ochroleucata
Scopula ochroleucata là một loài bướm đêm trong họ Geometridae.